# Kevin Spraggett

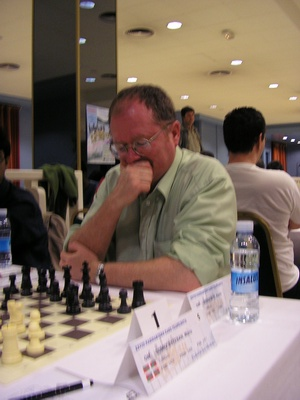
Kevin Spraggett

Kevin Spraggett (Montréal, 10 november 1954) is een Canadees schaker met FIDE-rating 2530 in 2017. In januari 2007 was zijn rating 2633. Hij is sinds 1985 een grootmeester (GM).

## Individuele resultaten
Spraggett won in 1983 het New York-Open, in 1985 werd hij kampioen van de Commonwealth. Vijf keer (1984, 1986, 1989, 1994 en 1996) werd hij kampioen van Canada, acht keer won hij het Canada-Open (1983, 1987, 1993, 1995, 1996, 1998, 1999, 2000). Spraggett werd in 1985 bij het Interzonetoernooi in Taxco vierde, waarmee hij zich kwalificeerde voor het Kandidatentoernooi in 1985 in Montpellier. In de volgende kwalificatiecyclus nam hij opnieuw deel; in de eerste ronde (1988) versloeg hij Andrei Sokolov. In de kwartfinale (1989) werd Spraggett in Quebec met 4-5 uitgeschakeld door de Rus Artur Joesoepov. In augustus 2005 werd met 152 deelnemers in Buenos Aires het Kampioenschap Amerikaans Continent gespeeld dat met 8½ pt. uit 11 door Lazaro Bruzon gewonnen werd; Spraggett behaalde 7½ pt.

## Schaakolympiade
Tussen 1986 en 2002 nam Spraggett met het Canadese team deel aan acht Schaakolympiades; hij kreeg in 2000 een zilveren medaille voor het tweede individuele resultaat.

## Schaakverenigingen
In de Britse Four Nations Chess League speelde Spraggett van 1998 tot 2004 bij Slough en won de 4NCL in 1999 en in 2000. In Portugal speelde hij voor het team van Boavista Porto, waarmee hij in 1993 deelnam aan de European Club Cup. In België speelde hij in seizoen 2007-2008 voor Cercle des Echecs de Charleroi. In de Spaanse competitie speelde hij in 1996 en 1997 voor CE Barcino Barcelona, waarmee hij in 1997 kampioen werd, in 1999 voor RC Labradores Sevilla, in 2008 voor Sestao XT en van 2013 tot 2015 voor CE Escola d'Escacs de Barcelona.